# Cyllenia obsoleta
Cyllenia obsoleta är en tvåvingeart som beskrevs av Friedrich Hermann Loew 1846. Cyllenia obsoleta ingår i släktet Cyllenia och familjen svävflugor. Inga underarter finns listade i Catalogue of Life.